# Reinder Nummerdor
Reinder Aart Nummerdor (IJsselmuiden, 10 de septiembre de 1976) es un deportista neerlandés que compite en voleibol, en las modalidades de sala y playa.
Ganó una medalla de plata en el Campeonato Mundial de Vóley Playa de 2015 y seis medallas en el Campeonato Europeo de Vóley Playa entre los años 2007 y 2015.
Participó en  Juegos Olímpicos de Verano, ocupando el quinto lugar en Sídney 2000, el noveno lugar en Atenas 2004, el quinto en Pekín 2008, el cuarto en Londres 2012 y el quinto en Río de Janeiro 2016 (las dos primeras ediciones en voleibol y las tres últimas en vóley playa).

## Palmarés internacional
| Campeonato Mundial | Campeonato Mundial     | Campeonato Mundial | Campeonato Mundial    |
| Año                | Lugar                  | Medalla            | Pareja                |
| ------------------ | ---------------------- | ------------------ | --------------------- |
| 2015               | La Haya (Países Bajos) | Medalla de plata   | Christiaan Varenhorst |
| Campeonato Europeo |                        |                    |                       |
| Año                | Lugar                  | Medalla            | Pareja                |
| 2007               | Valencia (España)      | Medalla de plata   | Richard Schuil        |
| 2008               | Hamburgo (Alemania)    | Medalla de oro     | Richard Schuil        |
| 2009               | Sochi (Rusia)          | Medalla de oro     | Richard Schuil        |
| 2010               | Berlín (Alemania)      | Medalla de oro     | Richard Schuil        |
| 2011               | Kristiansand (Noruega) | Medalla de bronce  | Richard Schuil        |
| 2015               | Klagenfurt (Austria)   | Medalla de bronce  | Christiaan Varenhorst |